# Associazione Calcio Civitavecchia 1980-1981
Questa voce raccoglie le informazioni riguardanti l'Associazione Calcio Civitavecchia nelle competizioni ufficiali della stagione 1980-1981.

## Rosa
| N. |                   | Ruolo | Calciatore          |
| -- | ----------------- | ----- | ------------------- |
|    | Italia (bandiera) | A     | Fabio Abrizzi       |
|    | Italia (bandiera) | A     | Maurizio Amenta     |
|    | Italia (bandiera) | C     | Giampiero Cardinali |
|    | Italia (bandiera) | P     | Renato De Luca      |
|    | Italia (bandiera) |       | Di Giovanni         |
|    | Italia (bandiera) | A     | Pasqualino Fallone  |
|    | Italia (bandiera) | D     | Claudio Fazzini     |
|    | Italia (bandiera) |       | Ferraris            |
|    | Italia (bandiera) | A     | Marco Giuffrida     |
|    | Italia (bandiera) | P     | Gianpaolo Grudina   |
|    | Italia (bandiera) | C     | Mario Lodi          |
|    | Italia (bandiera) | A     | Amedeo Monaldo      |

| N. |                   | Ruolo | Calciatore            |
| -- | ----------------- | ----- | --------------------- |
|    | Italia (bandiera) | D     | Francesco Mura        |
|    | Italia (bandiera) | D     | Luigi Natale          |
|    | Italia (bandiera) | C     | Fulvio Navone         |
|    | Italia (bandiera) | C     | Carmelo Palilla       |
|    | Italia (bandiera) | D     | Massimo Peveri        |
|    | Italia (bandiera) | A     | Roberto Pierimarchi   |
|    | Italia (bandiera) |       | Pirone                |
|    | Italia (bandiera) | A     | Alessandro Pomposelli |
|    | Italia (bandiera) | C     | Andrea Pravisani      |
|    | Italia (bandiera) | C     | Costantino Recchioni  |
|    | Italia (bandiera) | C     | Luigi Reginaldi       |
|    | Italia (bandiera) | P     | Stefano Valle         |